# اعتدال بهاری
| تاریخ و زمان (به وقت ایران) انقلابین و اعتدالین روی زمین | تاریخ و زمان (به وقت ایران) انقلابین و اعتدالین روی زمین | تاریخ و زمان (به وقت ایران) انقلابین و اعتدالین روی زمین | تاریخ و زمان (به وقت ایران) انقلابین و اعتدالین روی زمین | تاریخ و زمان (به وقت ایران) انقلابین و اعتدالین روی زمین | تاریخ و زمان (به وقت ایران) انقلابین و اعتدالین روی زمین | تاریخ و زمان (به وقت ایران) انقلابین و اعتدالین روی زمین | تاریخ و زمان (به وقت ایران) انقلابین و اعتدالین روی زمین | تاریخ و زمان (به وقت ایران) انقلابین و اعتدالین روی زمین |
| زمان                                                     | اعتدال بهاری                                             | اعتدال بهاری                                             | انقلاب تابستانی                                          | انقلاب تابستانی                                          | اعتدال پاییزی                                            | اعتدال پاییزی                                            | انقلاب زمستانی                                           | انقلاب زمستانی                                           |
| ماه                                                      | اسفند/ فروردین                                           | اسفند/ فروردین                                           | خرداد/ تیر                                               | خرداد/ تیر                                               | شهریور/ مهر                                              | شهریور/ مهر                                              | آذر/ دی                                                  | آذر/ دی                                                  |
| سال                                                      |                                                          |                                                          |                                                          |                                                          |                                                          |                                                          |                                                          |                                                          |
| سال                                                      | روز                                                      | ساعت                                                     | روز                                                      | ساعت                                                     | روز                                                      | ساعت                                                     | روز                                                      | ساعت                                                     |
| -------------------------------------------------------- | -------------------------------------------------------- | -------------------------------------------------------- | -------------------------------------------------------- | -------------------------------------------------------- | -------------------------------------------------------- | -------------------------------------------------------- | -------------------------------------------------------- | -------------------------------------------------------- |
| ۱۴۰۰                                                     | ۳۰                                                       | ۱۳:۰۷                                                    | ۳۱                                                       | ۰۷:۰۲                                                    | ۳۱                                                       | ۲۲:۵۱                                                    | ۳۰                                                       | ۱۹:۲۹                                                    |
| ۱۴۰۱                                                     | ۲۹                                                       | ۱۹:۰۳                                                    | ۳۱                                                       | ۱۲:۴۴                                                    | ۱                                                        | ۰۴:۳۴                                                    | ۱                                                        | ۰۱:۱۸                                                    |
| ۱۴۰۲                                                     | ۱                                                        | ۰۰:۵۴                                                    | ۳۱                                                       | ۱۸:۲۸                                                    | ۱                                                        | ۱۰:۲۰                                                    | ۱                                                        | ۰۶:۵۷                                                    |
| ۱۴۰۳                                                     | ۱                                                        | ۰۶:۳۷                                                    | ۱                                                        | ۰۰:۲۱                                                    | ۱                                                        | ۱۶:۱۴                                                    | ۱                                                        | ۱۲:۵۰                                                    |
| ۱۴۰۴                                                     | ۳۰                                                       | ۱۲:۳۲                                                    | ۳۱                                                       | ۰۶:۱۲                                                    | ۳۱                                                       | ۲۱:۵۰                                                    | ۳۰                                                       | ۱۸:۳۳                                                    |
| ۱۴۰۵                                                     | ۲۹                                                       | ۱۷:۴۶                                                    | ۳۱                                                       | ۱۱:۵۵                                                    | ۱                                                        | ۰۳:۳۶                                                    | ۱                                                        | ۰۰:۲۰                                                    |

| ساعت | ۰۰:۰۷ | ۱۸:۰۳ | ۰۹:۴۴ | ۰۶:۱۳ |

اعتدال بهاری که اعتدال مارس یا اعتدال شمالی یا تحویل سال نیز نامیده می‌شود، در ستاره‌شناسی به لحظه‌ای گفته می‌شود که خورشید از دید ناظر زمینی در نیم‌کرهٔ شمالی از صفحهٔ استوای سماوی می‌گذرد و سپس حرکت خود را به سمت شمال آسمان در پیش می‌گیرد. اعتدال بهاری یکی از دو اعتدالین زمین است که در هر سال رخ می‌دهد، اعتدال دیگر اعتدال پاییزی است.
جابه‌جایی و گردش زمین به دور خورشید در هر سال باعث می‌شود تا ناظر زمینی تصور کند که خورشید روی یک مدار دایره‌ای (دایرةالبروج) که با مدار استوای زمین ۲۳٫۵ درجه اختلاف دارد، به دور سیاره ما حرکت می‌کند. در این میان چهار نقطه از مدار فرضی حرکت خورشید به دور زمین بسیار مهم می‌شود. دو نقطه اعتدال بهاری و پاییزی که محل تلاقی دو مدار حرکت ظاهری خورشید به دور زمین و دایره استوای سماوی است و دو نقطه انقلاب تابستانی و زمستانی که به نظر می‌رسد خورشید در بیشترین فاصله زاویه‌ای نسبت به استوای سماوی قرار می‌گیرد.
اعتدال بهاری به عنوان مرجعی برای تقویم‌ها و جشن‌ها در بسیاری از فرهنگ‌ها و مذاهب عمل می‌کند. اعتدال بهاری در نیم‌کرهٔ شمالی تقریباً ۱ فروردین «۲۱ مارس» (لحظهٔ متوسط سالانه آن یکم فروردین ساعت ۰۰:۰۰ (ایران)) و هم‌زمان با آغاز فصل بهار است، در حالی که همین زمان در نیم‌کرهٔ جنوبی آغاز پاییز و لحظهٔ اعتدال پاییزی است و بالعکس.

## تعریف نجومی
اعتدال بهاری در اخترشناسی برابر با نقطه صفر زمان نجومی است و در نتیجه نقطه صفر بُعد و طول جغرافیایی دائرةالبروجی است.
اعتدال مارس یکی از دو اعتدالین بر روی زمین و زمانی است که به نظر می‌رسد نقطه زیرخورشیدی نیم‌کره جنوبی را ترک کرده و از استوای سماوی می‌گذرد و از دید ناظر زمینی به‌سمت شمال حرکت می‌کند. اعتدال مارس در نیم‌کره شمالی به‌نام اعتدال بهاری و در نیم‌کره جنوبی به‌نام اعتدال پاییزی شناخته می‌شود.
در گاه‌شماری میلادی و در نصف‌النهار ۰ درجه، اعتدال شمالی در نزدیک‌ترین زمان می‌تواند در اوایل ۱۹ مارس رخ دهد (که این حالت آخرین بار در سال ۱۷۹۶ اتفاق افتاد و رویداد بعدی آن در سال ۲۰۴۴ خواهد بود). همچنین اعتدال بهاری در دیرترین حالت می‌تواند تا اواخر ۲۱ مارس نیز رخ دهد (که آخرین بار در سال ۲۰۰۷ اتفاق افتاد و رخداد بعدی در سال ۲۱۰۲ خواهد بود). در یک سال عادی، لغزش زمانی محاسبه‌شده حدود ۵ ساعت و ۴۹ دقیقه دیرتر نسبت به سال قبل است و در یک سال کبیسه مقدار این لغزش حدود ۱۸ ساعت و ۱۱ دقیقه زودتر از سال قبل است.
موازنه‌کردن افزایش‌های سال‌های متداول در برابر کسرهای سال‌های کبیسه باعث می‌شود که تاریخ تقویمی اعتدال بهاری بیش از یک روز نسبت به ۲۰ مارس هر سال تغییر نکند.

## صورت فلکی
نقطه ای که خورشید از استوای سماوی به سمت شمال عبور می‌کند، نخستین نقطه برج حَمَل نامیده می‌شود. با این وجود، به دلیل تقدیم اعتدالین، امروزه این نقطه دیگر در صورت فلکی حَمَل (بره) قرار ندارد، بلکه در صورت فلکی حوت (ماهی) قرار گرفته است. تا سال ۲۶۰۰ نقطه بهار در صورت فلکی دلو قرار خواهد داشت. محور زمین باعث می‌شود که نقطه بهار هر ۷۲ سال یک درجه به سمت غرب در آسمان حرکت کند.
بر پایه مرزهای صورت‌های فلکی امروزی، اعتدال بهاری در سال ۱۸۶۵−(۱۸۶۶ پیش از میلاد) با عبور از صورت فلکی گاو به سمت صورت فلکی بره، در سال ۶۷- (۶۸ پیش از میلاد) وارد صورت فلکی حوت (ماهی) شده است و در سال ۲۵۹۷ وارد صورت فلکی دلو و در سال ۴۳۱۲ وارد صورت فلکی بزغاله خواهد شد. اعتدال بهاری در سال ۱۴۸۹ در فاصله ۰ درجه ۱۰ دقیقه‌ای از گوشه‌ای از صورت فلکی نهنگ عبور کرد اما وارد این صورت فلکی نشد.

## حرکت ظاهری خورشید

روشن‌شدن زمین توسط خورشید در یکی از روزهای اعتدالین

قرص خورشید در حرکت ظاهری خود در روز اعتدال بهاری، هنگام طلوع خورشید از افق زمین مستقیماً به سمت شرق می‌گذرد؛ و دوباره، حدود ۱۲ ساعت بعد، در هنگام غروب آفتاب به‌طور مستقیم به سمت غرب می‌رود. اعتدال مارس، مانند همه اعتدال‌ها، با داشتن تقریباً برابر طول روز و شب در بیشتر عرض‌های جغرافیایی بر روی زمین مشخص می‌شود.

## لحظهٔ متوسط اعتدال بهاری
در تقویم هجری خورشیدی ایرانی برای تعیین روز تقویمی آغاز سال، ظهر نسبت به لحظه تحویل سال (اعتدال بهاری) مرز در نظر گرفته می‌شود؛ یعنی درصورتیکه لحظه تحویل سال قبل از ظهر باشد همان روز، روز آغاز سال و چنانچه لحظه تحویل سال بعد از ظهر باشد فردای آن، روز آغاز سال به حساب می‌آید. از اینرو میانگین سالانهٔ لحظهٔ اعتدال بهاری (تحویل سال) مابین ظهر آخرین روز سال و ظهر اولین روز سال؛ یعنی نیمه شب (حدوداً ساعت ۰۰:۰۰ بامداد (ایران) اولین روز سال) خواهد بود. این تقویم بیشترین هماهنگی با زمان واقعی نجومی دارد و نوروز آن هماهنگ با میانگین اعتدال بهاری می‌باشد.

## در گاه‌شماری‌ها

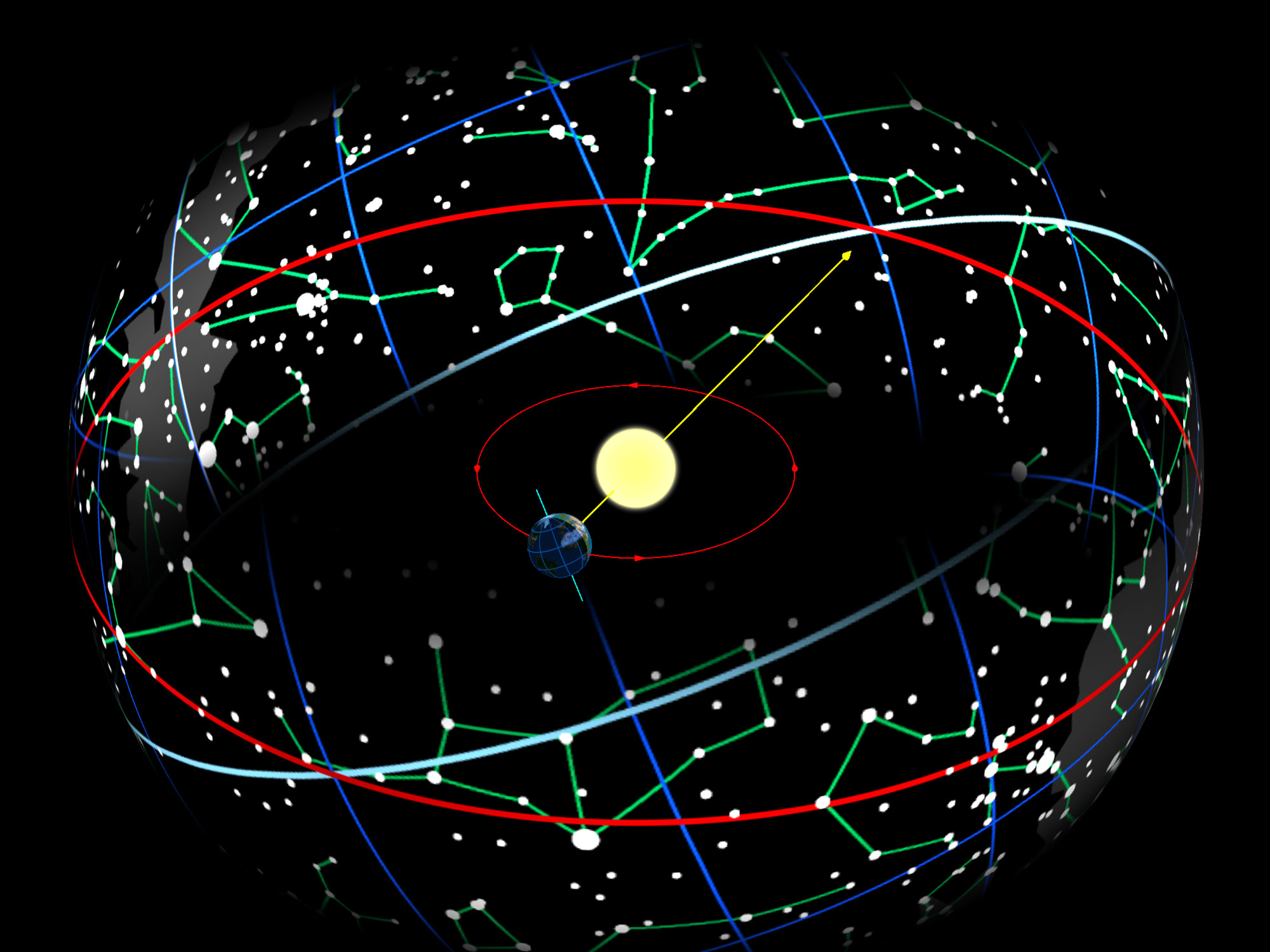
به دلیل گردش زمین به دور خورشید، از دید ناظر زمینی چنین به نظر می‌رسد که خورشید در طول سال در حال ورود و خروج به صورت‌های فلکی واقع در دائرةالبروج است. ورود خورشید به برج حمل در تقویم ایرانی لحظه تحویل سال دانسته شده.

گاه‌شماری بابلی با نخستین ماه نو پس از اعتدال بهاری آغاز می‌شد، که روز پس از بازگشت اینانا الهه سومری (که بعدها به ایشتار معروف شد) از دنیای مردگان در مراسم سال نو آشوری با رژه از دروازه ایشتار به معبد ایانا و اجرای مجدد مراسم ازدواج با تموز است.
گاه‌شماری ایرانی هر سال در نقطه اعتدال بهاری آغاز می‌شود که به صورت رصدی در تهران تعیین می‌شود.
گاه‌شماری ملی هند سال را در روزی نزدیک به اعتدال بهاری در ۲۲ مارس (۲۱ مارس در سال‌های کبیسه) با یک ماه ۳۰ روزه (۳۱ روز در سال‌های کبیسه) آغاز می‌کند، پس از آن دارای ۵ ماه ۳۱ روزه و سپس ۶ ماه ۳۰ روزه است.

### گاه‌شماری ژولینی
در بازبینی گاه‌شماری ژولینی، طول هفت ماه اضافه شد و کبیسه‌گیری ماهانه را با کبیسه‌گیری روزانه جایگزین کرد که روز کبیسه هر چهار سال یک بار به روزهای ماه فوریه اضافه می‌شود. این تغییر بر اساس طول سال ۳۶۵ روز و ۶ ساعت (۳۶۵٫۲۵ روز) بود، در حالی که میانگین طول سال اعتدالی حدود ۱۱ دقیقه و ۱۵ ثانیه کمتر از آن است. این باعث شد که هر چهار سال حدود سه ربع ساعت اضافه شود. این اثر از زمان پیدایش گاه‌شماری در سال ۴۵ پیش از میلاد تا سده شانزدهم انباشته شد و در آن زمان اعتدال بهاری نیم‌کره شمالی به ۱۰ یا ۱۱ مارس جابه‌جا شده بود.
زمان اعتدال بهاری در سال ۱۴۵۲، ۱۱ مارس، ساعت ۱۱:۵۲ (ژولینی) بود. اعتدال بهاری در ۲۵۴۷، ۲۰ مارس، ساعت ۲۱:۱۸ (میلادی) و ۳ مارس، ساعت ۲۱:۱۸ (ژولینی) خواهد بود.

## فرهنگ

### بزرگداشت‌ها
در ۲۱ مارس سال ۱۹۷۱ او تانت، دبیرکل سازمان ملل متحد، روزی را که اعتدال بهاری در آن رخ می‌دهد روز زمین نام نهاد و از آن پس سازمان ملل و بسیاری از کشورها این روز را جشن می‌گیرند و سعی در گسترش آگاهی در مورد لزوم حفظ محیط زیست در زمین می‌کنند.

### سنت ایرانی
اعتدال شمالی نخستین روز گاه‌شماری‌های مختلف از جمله تقویم ایرانی را نشان می‌دهد. جشن سال نو مردمان ایران باستان (نوروز) در ۲۰ یا ۲۱ مارس جشن گرفته می‌شود. بر پایه اساطیر باستانی ایران، جمشید، پادشاه اساطیری ایران، در این روز به تخت پادشاهی می‌رسد و این مناسبت هر سال به مدت دو هفته با جشن‌هایی گرامی داشته می‌شود. علاوه بر مردمان ایرانی‌تبار، نوروز جشنی است که توسط مردم ترک، قفقاز شمالی و در آلبانی نیز جشن گرفته می‌شود. همچنین نوروز برای زرتشتیان، پیروان آیین بهائیت و اسماعیلیان نزاری نیز صرف‌نظر از قومیت پیروان آن‌ها یک روز تعطیل است.
جشن باستانی نوروز از لحظه تحویل سال در نیم‌کره شمالی شروع می‌شود. در گذشته، با به دست آوردن احکام نجوم هر فصل سال، زمان تحویل خورشید را به برج آغازین آن فصل در نظر می‌گرفتند و از همین روی تحویل سال و آغاز فصل بهار، هنگام ورود خورشید به برج حمل در دایرةالبروج یا آغاز برج حمل بود. امروزه به کمک ابزار مدرن می‌توان لحظه رسیدن خورشید به نقطه اعتدال بهاری را به‌طور مستقیم و با دقت زیاد محاسبه کرد و در این لحظه، مختصات دائرةالبروجی خورشید، صفر فرض می‌شود.

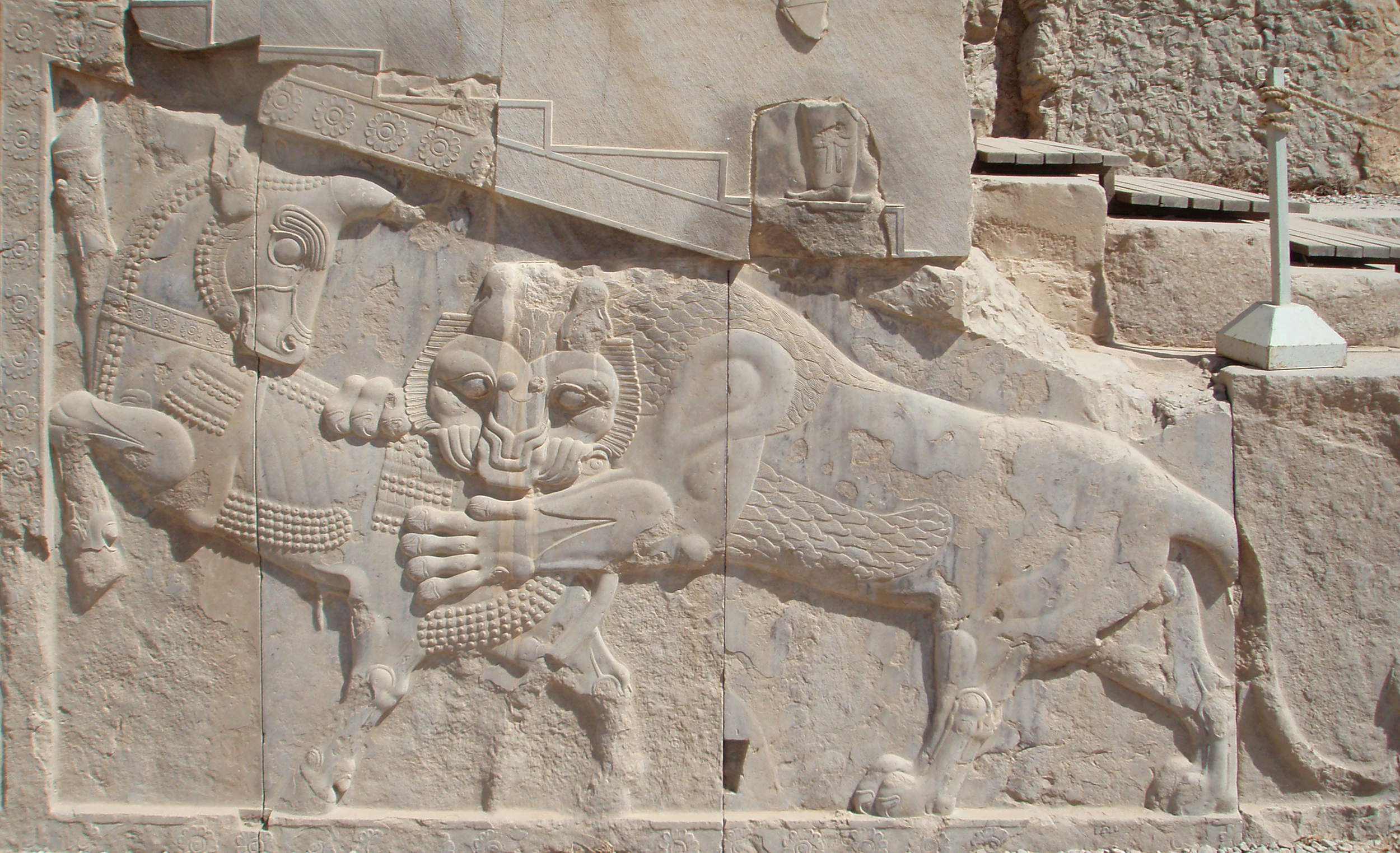
سنگ‌نگاره‌ای در تخت جمشید که نمادی از نوروز زرتشتیان را نشان می‌دهد. در اعتدال بهاری در روز نخست نوروز، نیرو و توان شیر و گاو در حال نبرد برابر است. شیر نماد خورشید و گاو نماد زمین است.

شعر زیر از بدرالدین چاچی به مضمون اعتدال بهاری اشاره دارد:
آهویِ آتشین روی چون در بَره دراُفتد
کافور خشک گردد با مُشک تر برابر
در این شعر آهوی آتشین، خورشید است (آهو در ادبیات کهن فارسی نماد بهار و شیر نماد زمستان است) که نقطه اعتدال برج حمل (بره) وارد می‌شود و روز (کافور خشک) با شب (مشک تر) با هم برابر می‌شوند.